# Hradnianka
Hradnianka – potok w Sulowskich Wierchach na Słowacji, lewostronny dopływ Wagu. Długość ok. 12,5 km.
Źródła na wysokości ok. 540 m n.p.m. na południowym skłonie Kotliny Sulowskiej. Spływa początkowo w kierunku północnym wzdłuż osi wymienionej Kotliny przez wieś Súľov-Hradná. W centrum Súľova skręca ku północnemu zachodowi, po czym przecina grzbiet Sulowskich Skał tworząc Wąwóz Sulowski. Następnie płynie przez wieś Jablonové, za którą skręca na zachód, po czym poniżej miejscowości Predmier na wysokości 297 m n.p.m. uchodzi do Wagu.
Potok Hradnianka jest jedynym ciekiem wodnym, odwadniającym całą Kotlinę Sulowską. Posiada deszczowo-śnieżny reżim rzeczny. Tok łagodny, na terenie Hradnej, Súľova i Jablonovégo w większości uregulowany. Główny dopływ prawobrzeżny: potok spod szczytu Roháč, dł. 2,2 km, uchodzący do Hradnianki na wysokości ok. 370 m n.p.m. w centrum Súľova. Główny dopływ lewobrzeżny: Čierny potok, spływający ku północy spod przełączki 630 m n.p.m., dł. 1,4 km, uchodzący do Hradnianki na wysokości ok. 355 m n.p.m. w Wąwozie Sulowskim.